# Jacobus Albertus Bruwer
| Odkryte planetoidy: 4 | Odkryte planetoidy: 4 | Odkryte planetoidy: 4 |
| --------------------- | --------------------- | --------------------- |
| (1658) Innes          | 13 lipca 1953         |                       |
| (1660) Wood           | 7 kwietnia 1953       |                       |
| (1794) Finsen         | 7 kwietnia 1970       |                       |
| (3284) Niebuhr        | 13 lipca 1953         |                       |

Jacobus Albertus Bruwer (ur. 1915, zm. 1971) – południowoafrykański astronom. Pracował w Union Observatory w Johannesburgu oraz jego placówce Leiden Southern Station w Hartbeespoort. Odkrył 4 planetoidy.
W uznaniu jego pracy jego nazwiskiem nazwano planetoidę (1811) Bruwer, zaś planetoidę (1607) Mavis nazwano imieniem jego żony.